# Dextrin
Dextrin är en omvandlingsprodukt av stärkelse med ungefär samma procentuella sammansättning som denna. Det förekommer mycket allmänt i växtvärlden och kan framställas av stärkelse på många sätt.

## Framställning
Dextrin erhålls genom upphettning av stärkelse till 160 – 200°C (rostning) eller genom uppvärmning till 160°C under samtidig tillsatts av vatten, men också genom inverkan av utspädda mineraliska eller organiska syror, samt genom inverkan av olika enzymer, t.ex. amylas. Det förekommer därför alltid i ytterskorpan på bröd, i öl etc.
Tillverkat på något av nämnda sätt är dextrin alltid en blandning i varierande proportioner av olika ämnen, vilka har samma procentuella sammansättning, men visar olika kemiska egenskaper. Stärkelsen omvandlas till blandningar av amylodextrin, erytrodextrin och akroodextrin och slutligen till olika dextrinliknande ämnen. Det förekommer även olika övergångsprodukter mellan dessa inbördes. Fortsätter behandlingen den våta vägen bildas glykos, vilken alltid till någon del förekommer i det dextrin som marknadsförs.
Tekniskt tillverkas dextrin antingen genom rostning av stärkelse, särskilt potatisstärkelse, eller genom behandling med utspädd syra, vanligen salpetersyra. Vid användning av syrametoden bildas en deg som kokas och pulveriseras.

## Egenskaper
Olika övergångsprodukter kan skiljas från varandra genom deras olika löslighet i alkohol, deras reaktioner mot olika kemikalier och de färger de ger med en jodlösning. Under det att jod färgar stärkelse blå, ger den med erytrodextrin en körsbärsröd, med akroodextrin en brunaktigt gul färg, men färgar ej de senare bildade ämnena. Dextrin skiljer sig i övrigt från stärkelse genom att vara löslig i kallt vatten, med vilket det bildar en starkt klistrande vätska och genom att vrida polariserat ljus starkt åt höger. Av den senare egenskapen har det fått sitt namn (latin: dexter = höger). Rent dextrin bildar ett vitt pulver som är helt utan lukt och smak.

## Användning
Dextrin kan användas för appretering av tyger och som förtjockningsmedel för färger och betser och vid tillverkning av färgat papper, tapeter och filt. Det kommer också till användning som vattenlösligt lim, samt i sockertillverkning och inom medicinen. Granulerat svartkrut innehåller ca 5% Dextrin, för att krutet skall behålla konsistensen.

## Andra typer av dextrin

### Maltodextrin
Maltodextrin är en kortkedjad stärkelse som används som livsmedelsingrediens. Det produceras genom enzymatisk hydrolys från gelatinerad stärkelse. Maltodextrin är lättsmält, absorberas lika snabbt som glukos, och har knappt någon smak alls.

### Cyklodextrin
De cykliska dextrinerna kallas cyklodextriner. De bildas genom enzymatisk nedbrytning av stärkelse av vissa bakterier, till exempel Bacillus macerans. Cyklodextriner har toroidala strukturer som bildas av 6-8-glukosrester.